# 太平镇 (绵阳市)
太平镇，原为太平乡，是中华人民共和国四川省绵阳市游仙区曾经下辖的一个镇。2019年12月，撤销太平镇，将其所属行政区域划归忠兴镇管辖。

## 行政区划
太平镇撤销前下辖以下地区：
太平乡社区、芦桥村、南山村、福林村、涪水村、黑狮村、酒店村、永安村、佛祖村、蚕丝村和水龙村。